# Hombrucher SV 09/72
Maillots
Dernière mise à jour : 23 mars 2011.
Le Hombrucher SV 09/72 est un club allemand de football localisé dans la commune de Hombruch à Dortmund en Rhénanie du Nord-Westphalie.
Avec plus de 30 équipes dans de nombreuses catégories d’âge, le club est un des meilleurs cercles formateurs de Westphalie.
Le club tire son nom actuel d’une fusion, survenue en 2002, entre le FV Hombruch 09 et le FC Eintracht Hombruch.

## Histoire (section football)
Le plus anciens des clubs reprit dans le club actuel fut fondé en 1909 sous l’appellation Fussballverein Germania Hombruch.
Après la Seconde Guerre mondiale, le club devenu FV Hombruch 09  fut repris comme fondateur de la 2. Liga West, une ligue située dans l’organisation de l’époque au 2e niveau de la hiérarchie. Lors de la première saison d’existence de cette ligue en 1950, le club échoua de peu à monter en Oberliga West, l’élite de l’époque. Une défaite lors de la dernière journée (6-2), contre TuRa Essen laissa le seconde place montante au Borussia München Gladbach.
L’année suivante, le club disputa la finale de la Westdeutschen Fußballpokal. Le 29 juillet 1951, il s’inclina contre Sportfreunde Wanne-Eickel après une séance de tirs au but (4-5).
En 1958, le FV Hombruch 09 fut sacré Westfalen Meister. Cela lui permit de participer au Championnat d’Allemagne Amateur. Il remporta le titre, en battant ASV Bergedorf 85, en finale,  au Rote Erdestadion de Dortmund, devant 22 000 spectateurs.
Après avoir reculer dans la hiérarchie, le club partir de laBezirksliga Westfalen à la fin des années 1980 pour monter jusqu’en Verbandsliga, cette ligue étant à l’époque le 4e niveau du football ouest-allemand. 
Relégué quelques saisons plus tard, le FV Hombruch 09 remonta en Verbandsliga, en 1990.
En 2002, le FV Hombruch 09 fusionna avec le FC Eintracht Hombruch (fondé en 1972) pour former le Hombrucher SV 09/72.
À la fin de la saison 2009-2010, le club, qui avait terminé vice-champion dans sa série de Landesliga, échoua dans un match de barrage contre le SV Mesum. Mais finalement, le cercle fut désigné par la Westdeutscher Fußball-und Leichtathletikverband (WFLV) pour prendre la place du SV Schermbeck en Westfalen Liga (nouvelle appellation de la Verbandsliga Westfalen à partir de 2008).
En 2010-2011, le Hombrucher SV 09/72 évolue en Westfalen Liga (Groupe 2), soit au 6e niveau de la hiérarchie de la DFB. Il tente d’éviter la relégation en Landesliga Westfalen.

## Palmarès
- Champion d’Allemagne Amateur : 1958
- Westfalen Meister : 1958